# Les Vallois
Les Vallois är en kommun i departementet Vosges i regionen Grand Est (tidigare regionen Lorraine) i nordöstra Frankrike. Kommunen ligger i kantonen Darney som tillhör arrondissementet Épinal. År 2022 hade Les Vallois 124 invånare.

## Befolkningsutveckling
Antalet invånare i kommunen Les Vallois
| Referens: INSEE |